# Gothic Chapel

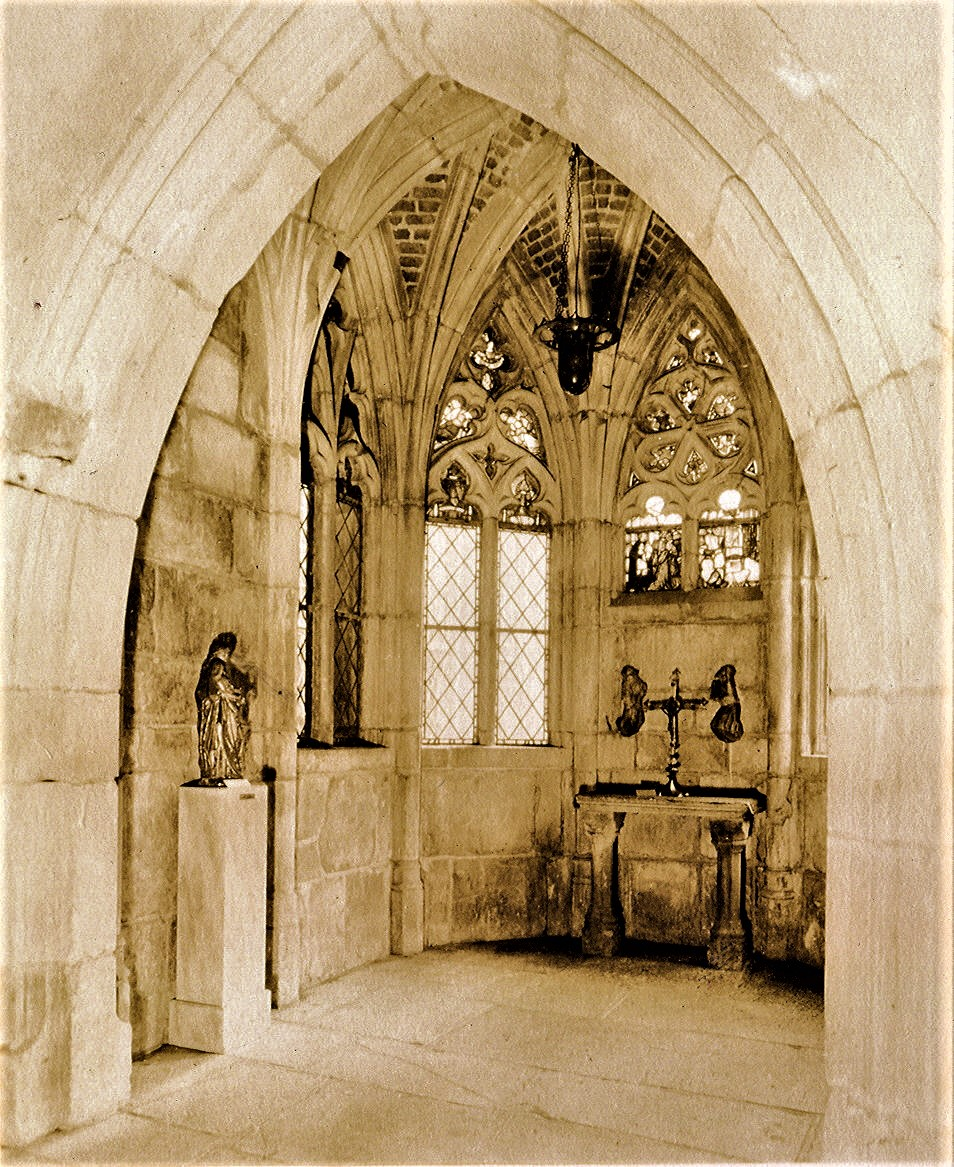
Blick in die Kapelle 1929

Die Gothic Chapel ist eine gotische Kapelle im Gebäude des Detroit Institute of Arts in Detroit in Michigan. Die Kapelle ist ein aus Herbéviller in Frankreich transloziertes Bauwerk aus dem 16. Jahrhundert.

## Geschichte
Die Kapelle entstand zwischen 1522 und 1524 im Stil der Flamboyantgotik im Auftrag von Jean Bayer de Boppard, Herr von Lannoy, als Schlosskapelle für das Chateau de Herbéviller in der gleichnamigen Ortschaft in Lothringen. Die Kapelle befand sich im unteren Geschoss eines Wandturmes des Schlosses und wurde 1923 durch den Händler G. T. DeMotte aus Paris aufgekauft und gelangte in den Besitz des Detroiter Zeitungsverlegers Ralph H. Booth, der es dem Museum schenkte, wo die Kapelle 1927 wieder aufgebaut wurde. Dort wurde es in die Museumsarchitektur nach Plänen von Paul Philippe Cret eingegliedert. In die Fenstermaßwerke sind teilweise originale Glasmalereien aus Herbéviller eingelassen.

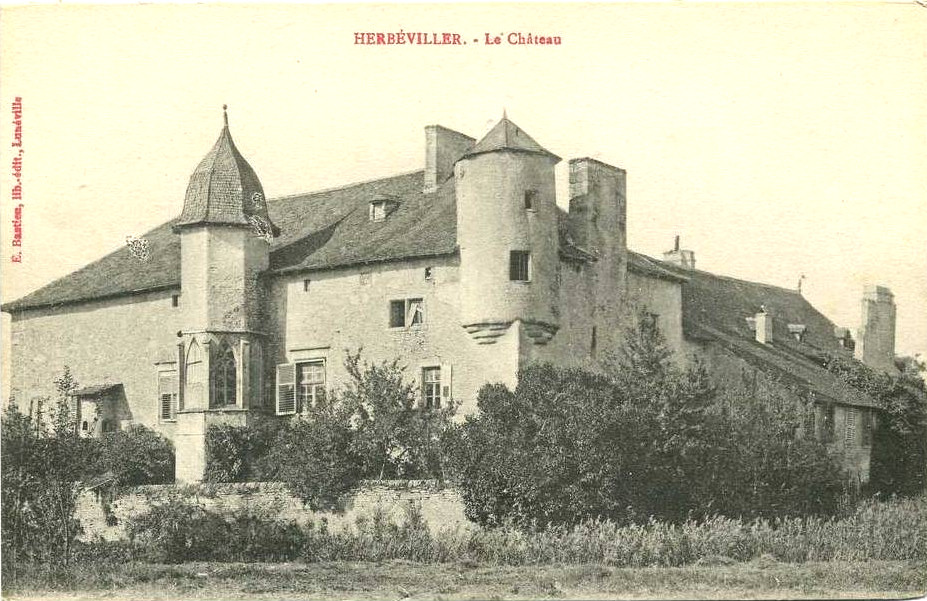
Das Chateau de Herbéviller vor dem Abbau der Kapelle
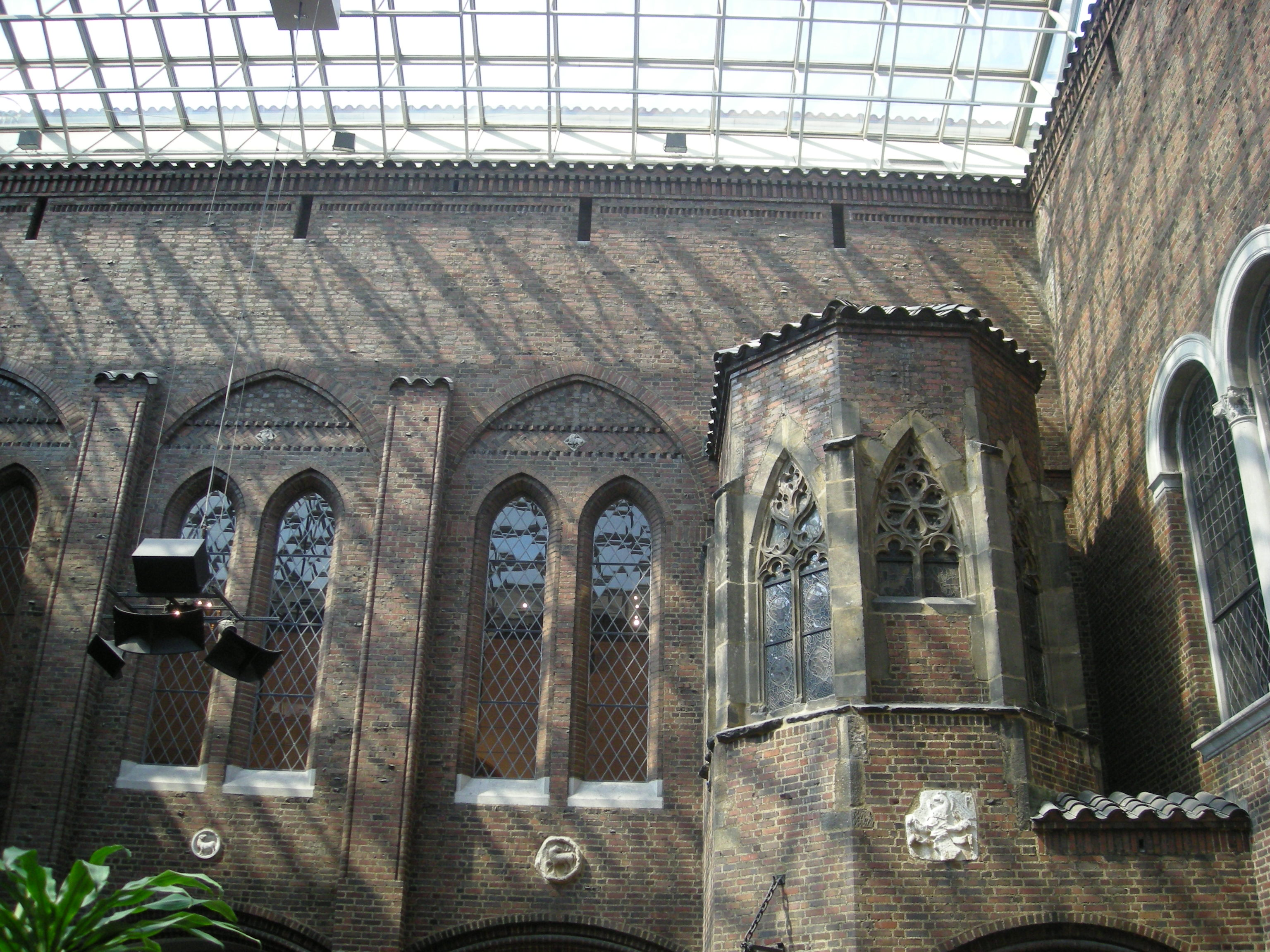
Äußere Ansicht der Apsis der Kapelle in Detroit